# Micropeza californica
Micropeza californica är en tvåvingeart som beskrevs av Van Duzee 1926. Micropeza californica ingår i släktet Micropeza och familjen skridflugor.
Artens utbredningsområde är Kalifornien. Inga underarter finns listade i Catalogue of Life.